# Downing College
Das Downing College ist eines der 31 Colleges der University of Cambridge.
Das College wurde im Jahre 1800 als 17. gegründet. Es besitzt ein Stiftungsvermögen von etwa 87 Millionen Pfund. Downing gilt sowohl als das „neueste der alten“ Colleges als auch das „älteste der neuen“ Colleges in Cambridge und hat heute unter Studierenden den Ruf, besonders offen, „informell“ und das sportlichste College der Universität zu sein. Es genießt jedoch auch akademisch hohes Ansehen. Das Motto von Downing lautet Quaerere Verum (deutsch = Das Wahre suchen).

## Geschichte

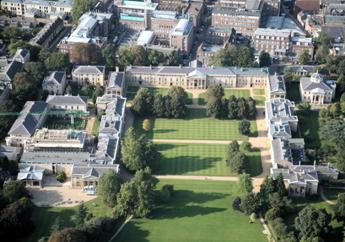
Luftaufnahme

Sir George Downing, 3. Baronet, wurde 1685 in East Hatley, West Cambridgeshire als Kind von Sir George Downing, 2. Baronet, Oberbuchhalter der Krone und Geschäftsmann, und Lady Catherine Cecil, Tochter des Earl of Salisbury, geboren. Da seine Mutter starb, als er gerade einmal drei Jahre alt war, wurde er von seiner Tante, der Gattin von William Forester of Dothill Park in Shropshire, großgezogen. Ihre Tochter Mary und George wurden verheiratet, als er nicht älter als 15, und sie gerade einmal 13 Jahre alt waren. Auf Grund ihres jungen Alters durften sie jedoch nicht zusammenleben, etwas das sich jedoch auch im weiteren Verlauf ihrer Beziehung nie änderte. Mary zog 1703 gegen den Willen ihres Mannes nach London um Maid of Honour am Hof von Queen Anne zu werden. 1717 erwirkte George einen eigenen Act of Parliament, der ihm erlaubte, dauerhaft getrennt von seiner Frau zu leben. Andernfalls wäre die Ehe geschieden worden.
Nach dem Tod von Sir George Downing, 3. Baronet, im Jahre 1749 ging das Familienvermögen an seinen Cousin Sir Jacob Downing. Dieses war vor allem von dessen Großvater Sir George Downing, 1. Baronet, sehr einflussreicher Politiker und Diplomat in den Diensten von Oliver Cromwell und Charles II. und Erbauer von 10 Downing Street, im 17. Jahrhundert angehäuft worden. Nach seiner Rückkehr aus Amerika (wo er der erst zweite Graduierte von Harvard war), widmete er sich neben dem Staatsdienst intensiv seinen Geschäftstätigkeiten. Es wird allgemein angenommen, dass er der damals reichste Mensch Englands war. Das Testament besagte, falls auch sein Cousin Jacob ohne direkte Erben bliebe, drei andere Cousins in festgelegter Reihenfolge in Besitz des Vermögens gelangen sollten. Falls alle drei ebenfalls keine Erben hätten, solle es zur Stiftung eines nach der Familie benannten Colleges in Cambridge verwendet werden.
Als Jacob im Jahre 1764 starb, waren alle im Testament genannten potentiellen Erben bereits verstorben. Seine Frau Margaret jedoch verweigerte bis zu ihrem Tod zwölf Jahre später 1778 erfolgreich die Herausgabe des gesamten Eigentums. Ihr zweiter Ehemann und der Sohn ihrer Schwester stemmten sich weitere 22 Jahre gegen die Verfügung aus dem letzten Willen von Sir George Downing, 3. Baronet, schlussendlich jedoch erfolglos. Ein Gerichtsbeschluss 1800 erwirkte die Herausgabe des Vermögens, das jedoch auf Grund des andauernden Rechtsstreits beträchtlich geschmälert worden war. Dies schuf schlechte Startbedingungen für das College, dessen offizielle Gründung noch im selben Jahr am 22. September mit der Verleihung einer Royal Charter (königlichen Satzung) durch George III erfolgte. Es war die erste Gründung eines Colleges in Cambridge seit 206 Jahren (nach Sidney Sussex im Jahre 1594). Aufgrund der während des 17. Jahrhunderts sowohl in Cambridge als auch Oxford stark fallenden Zahl an Studenten bedurfte es in dieser Zeit keiner Neugründung eines Colleges.
Auszüge aus der Royal Charter:

„1. That in and upon a piece of ground called Doll's Close in the town of Cambridge purehased by the heirs at law of Sir George Downing from the Mayor bailiffs and burgesses of the town of Cambridge I there should and might be erected and established one perpetual College for students in law physie and other useful arts and learning which College should be called by the name of Downing College in the University of Cambridge and should consist of one Master two professors that is to say a Professor of the Laws of England and a Professor of Medicine and sixteen fellows two of whom should be in holy orders and the rest laymen and of such a number of scholars as should thereafter be agreed on and settled by the statutes of the College.“

„3. That the College should be deemed and taken to be part and pareel of the University of Cambridge and should be united and annexed to and incorporated therewith and enjoy all the privileges of the University.“

„8. His Majesty reserved to himself his heirs and successors all visitatorial power and authority over the College.“

### Architektur

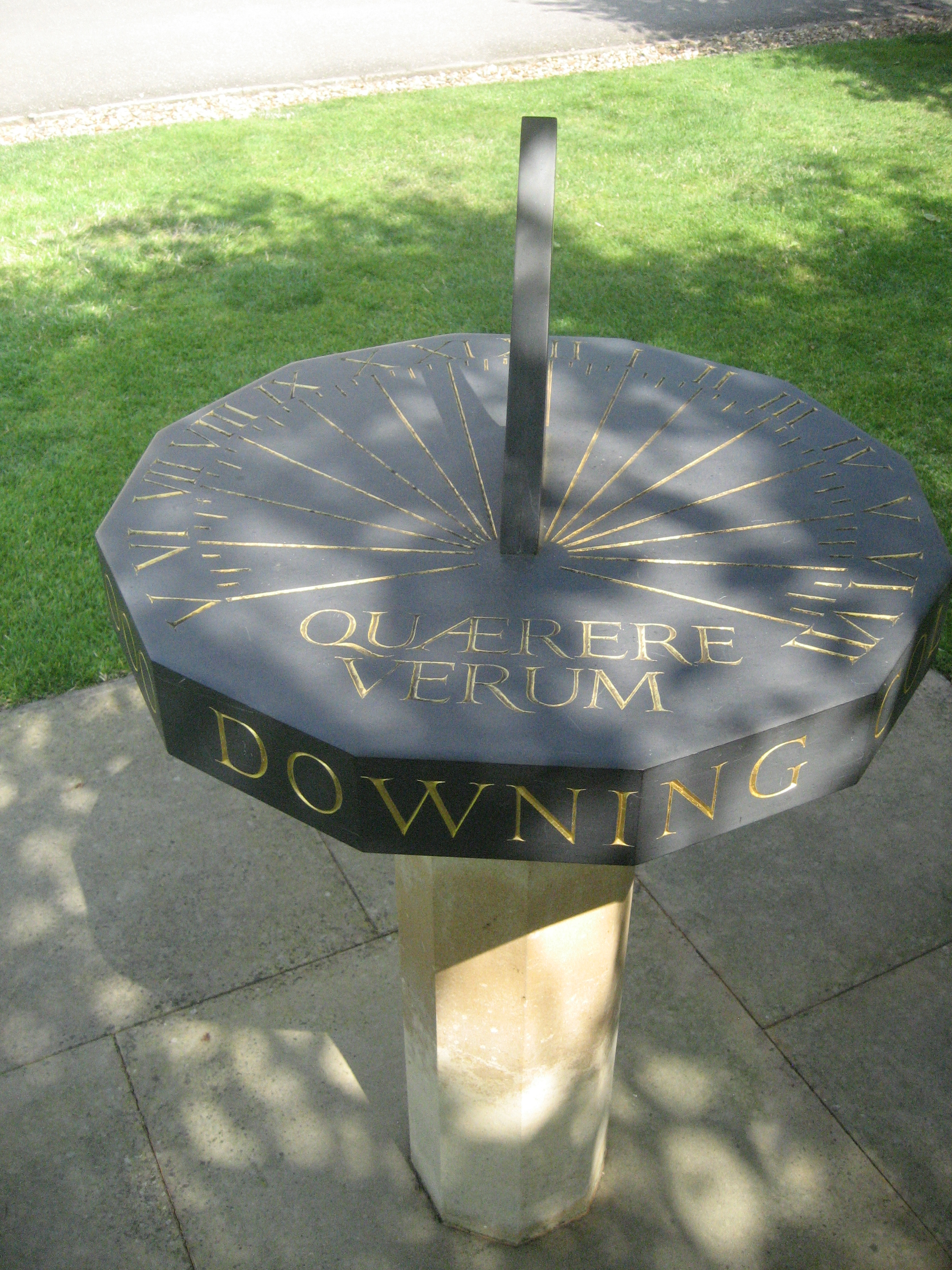
Sonnenuhr

Der Architekt William Wilkins, der unter anderem die National Gallery in London und das University College London entworfen hat, wurde von den Sachwaltern mit der Planung der Gebäude beauftragt. Zu diesen zählten die Masters der Clare und St John’s Colleges und die Erzbischöfe von Canterbury und York. George III. drängte persönlich dazu, nicht noch ein gotisches College zu errichten, sondern sich für den moderneren Neoklassizismus zu entscheiden. Diesem Wunsch wurde mit dem stark griechisch inspirierten Entwurf Rechnung getragen. Downing war lange Zeit das einzige College, das als Ganzes geplant worden und nicht immer wieder baulichen Veränderungen unterworfen war.
Als erstes wurde der Ostflügel von 1807 bis 1812 errichtet, der die Master Lodge im Süden beherbergt, jedoch im Norden nicht vervollständigt wurde. Dieser Teil des Ensembles unterscheidet sich für den Besucher von den restlichen alten und neuen Bauwerken durch die weiße Farbe des White Portland Stone, aus dem er errichtet wurde. Alle anderen Gebäude sind aus Ketton Stone, der selbst bei schlechtem Wetter rosa und gelblich schimmert und stark zum Ambiente beiträgt.
Der Westflügel wurde zwischen 1818 und 1820 erbaut. In beiden Flügeln standen ursprünglich eigenständige Professorenhäuser, die jedoch in die umliegende Baustruktur integriert wurden. Bis 1873 hatte man das nötige Geld aufgetrieben, um Edward Barry die Vervollständigung des Ostflügels nach Wilkins Plänen zu ermöglichen.
Es kam zu keinen weiteren Bautätigkeiten bis 1931, als vier Wohngebäude in einer Linie mit dem Ost- und Westflügel nach dem Entwurf von Sir Herbert Baker errichtet wurden. Der Stil Bakers war jedoch weniger griechisch als stark römisch inspiriert. Die Höhe der Gebäude wurde an die der bereits existierenden angepasst, jedoch nicht zwei, sondern drei Stockwerke integriert.
Zwölf Hektar des ursprünglichen Anwesens wurde später an die Universität verkauft und beherbergen jetzt unter dem Namen „The Downing Site“ die Großzahl der naturwissenschaftlichen Gebäude.
Eine neue Kapelle wurde im Zuge der 150-Jahr-Feier der Gründung des Colleges errichtet. Die Grundsteinlegung fand am 18. Mai 1951 und die offizielle Eröffnung am 29. Juni 1953 statt.
Geplant wurde sie von den Architekten Scott und Helbing, welche auch für die Entwürfe der zwei 1959 und 1961 errichteten Wohneinheiten im Westen der Baker Gebäude verantwortlich zeichneten. Der Bau dieser war durch eine Spende der zwei Töchter des ehemaligen Professors und sehr bekannten Juristen C.S. Kenny ermöglicht worden.
Im Jahr 1969 entwarf W. G. Howell eine Erweiterung der großen Halle, die u. a. eine neue Küche, mehrere Büros, Gästezimmer und einen Senior Combination Room (Treffpunkt für die Professoren des Colleges und anderer Mitglieder der Fakultät) beherbergt, und die mehrere Architekturpreise gewann.
1987 begann eine intensive Phase von Renovierungs- und Neubauarbeiten, um Downing gut in das 3. Jahrhundert seines Bestehens zu geleiten. Die erste der Erweiterungen war das Howard Building, benannt nach Alan Howard, dem es zu verdanken ist, dass das College nun über ein elegantes Empfangszimmer und einen Konzertraum verfügt. Ein neuer Wohnblock mit 31 neuen Zimmern wurde 1994 fertiggestellt und durch einen Spendenaufruf an die Alumni und die Howard Foundation finanziert. Beide Gebäude wurden von Quinlan Terry geplant. Aus seiner Feder stammen ebenfalls sowohl das Butterfield Building, in welchem der JCR, der Junior Combination Room, die Studentenbar und ein großer Partyraum untergebracht sind, als auch die Maitland Robinson Bibliothek, welche nach dem Alumnus und Gönner J.W.C. Maitland Robinson benannt ist und 1993 feierlich eröffnet wurde. 2000 wurde das Singer Building eingeweiht, welches zusätzliche Wohneinheiten für Graduate Students bietet. Aus Anlass des 200-Jahr-Jubiläums der Grundsteinlegung des heutigen Colleges wurde die große Halle 2007 komplett renoviert. 2010 wurde die Südseite des Howard Court mit dem Howard Theatre komplettiert, ebenfalls entworfen von Terry Quinlan, dieses Mal jedoch mit Hilfe seines Sohnes Francis. Der Stil orientiert sich stark an William Wilkins Theatre Royal in Bury St. Edmunds und dem Richmond Theatre in Yorkshire. Das Gebäude ist ein Passivhaus, das nach strengsten ökologischen Gesichtspunkten entworfen wurde und unter anderem über Tiefenwärme sowohl geheizt als auch gekühlt wird.
Der Hof in der Mitte des Colleges wird generell als der größte in ganz Cambridge und Oxford betrachtet, auch wenn Anhänger des Trinity Colleges dies gerne bestreiten.

### Geisteshaltung
Das College stand bereits im 19. Jahrhundert für Freiheit und Liberalität, was es von vielen der sehr traditionellen Schwesterinstitutionen bis in das 20. Jahrhundert unterschied. Diese Einstellung und der große Reformwillen der Anhänger des Colleges spiegelt sich in dessen Statuten wider. Diese Neuerungen führten zu weitreichenden Änderungen in den Satzungen fast aller anderen Colleges im Laufe des 19. Jahrhunderts. Nennenswerte Änderungen an Downings' Satzung fanden bis Aussetzung des Lehrbetriebs auf Grund des Zweiten Weltkriegs in den Jahren 1860, 1882 und 1942 statt. Seit der Wiederaufnahme wurden die Statuten noch einige Male verändert.

## Gegenwart

### Studium
Downing bietet heute alle von der Universität angebotenen Studienfächer an und steht sowohl Frauen als auch Männern offen. Als besonders renommiert gilt Downing in den Rechtswissenschaften und in Medizin, in ersteren besitzt es auch die größte Büchersammlung eines Colleges in Cambridge. In den letzten Jahren belegte das College konstant gute Plätze im Tompkins Table. Es zählt außerdem zu den kompetitivsten Colleges in puncto Aufnahme, vor allem bei den Undergraduates. Im Jahre 2002 wurde eigens der Posten eines „College Liaison Officers“ in Vollzeit geschaffen, der sich eigens um Bewerber von (vor allem öffentlichen) Schulen kümmert, die bisher keine oder wenige Schüler nach Cambridge geschickt haben.

### Studenten
Im Gegensatz zu einigen anderen Colleges lässt sich Downing nicht vermehrt einem politischen Spektrum zuordnen. Der militante linke Flügel ist ebenso vertreten wie der extreme rechte Rand (so studierte zum Beispiel Nick Griffin, der Parteichef der British National Party, in Downing).
Studenten von Downing sind und waren schon immer sehr engagiert an allen Aktivitäten beteiligt und in vielen wichtigen Positionen vertreten. Zwischen 1870 und 1959 stellte Downing nicht weniger als acht Präsidenten der Union Society (informell auch Cambridge Union, der Studentenvertretung der Universität) und auch in den letzten Jahren waren Studenten des Colleges oft auf diesem Posten tätig, so auch der amtierende Präsident C.C. Macdonald. Ebenso wurden unter anderem die Cambridge Law, Economic, History, Land Economy und Medicin Societies in neuerer Zeit von Studenten aus Downing geleitet.
Die Cranworth Law Society ist die College Law Society in Cambridge mit den meisten Mitgliedern.
Neben Sidney Sussex, Clare, Darwin (nur Postgraduate) und Emmanuel verfügt Downing als eines von nur fünf Colleges über eine von den Studenten selber geführte Bar, die auf non-profit-Basis arbeitet. Dies macht es, vor allem auf Grund der billigen Preise für Getränke, zum sehr beliebten nächtlichen Anziehungspunkt auch vieler Studenten anderer Colleges.
Dreimal pro Woche findet eine sogenannte „Formal Hall“ statt, ein formelles Abendessen, bei dem Talare getragen werden und bei Kerzenschein gespeist wird. Alljährlich wird von Downing ein „May Ball“ veranstaltet, der den gesellschaftlichen Höhepunkt im Studienjahr darstellt.
Das College ist besonders stolz auf sein starkes soziales Unterstützungsnetz, in seiner Art einzigartig in Cambridge.
Die Downing Association ist der Alumni-Verein des Colleges und ist aktiv in vielen Bereichen des Collegelebens vertreten. Sie finanziert eine Vielzahl an Veranstaltungen und hilft bei Stipendien für bedürftige Studenten. Wie bei jeder Organisation dieser Art ist ihre Hauptaufgabe, neben der eben erwähnten Unterstützung von Downing, die Vernetzung seiner ehemaligen Studenten und Professoren.
Im Studienjahr 2011/2012 waren insgesamt 683 Studierende, 425 Undergraduates und 258 Postgraduates, eingeschrieben; sie wurden von 53 Professoren und über 130 nicht akademischen Mitarbeiter betreut. Im Dezember 2020 waren 929 Studierende eingeschrieben. 479 von ihnen strebten ihren ersten Abschluss an (undergraduates), 449 studierten danach. 411 waren Frauen, 518 waren Männer.

### Sport
Innerhalb der Universität gilt Downing als das im Sport erfolgreichste College, was auch universitätsinterne Rankings für inneruniversitäre Sportligen bestätigen. Rudern, Fußball und Rugby zählen zu den stärksten Sportarten.
Der Ruderclub ist einer der größten in Cambridge und veranstaltet mehrmals pro Jahr Trainingscamps im Ausland, unter anderem in Spanien.
Er wurde im Jahre 1863 vom Iren Richard Henn Collings gegründet und feierte 2001 die Fertigstellung eines 1.000.000 £ teuren neuen Bootshauses.

### Umweltschutz
In einer seit 2009 jährlich von der „Cambridge University Environmental Consulting Society“ erstellten Rangliste, die die Colleges der Universität nach Gesichtspunkten der Nachhaltigkeit und des Umweltschutzes bewertet, belegt Downing stets Spitzenplätze. Sowohl im Jahr 2010 als auch 2012 belegte es den ersten Rang.

## Bibliothek

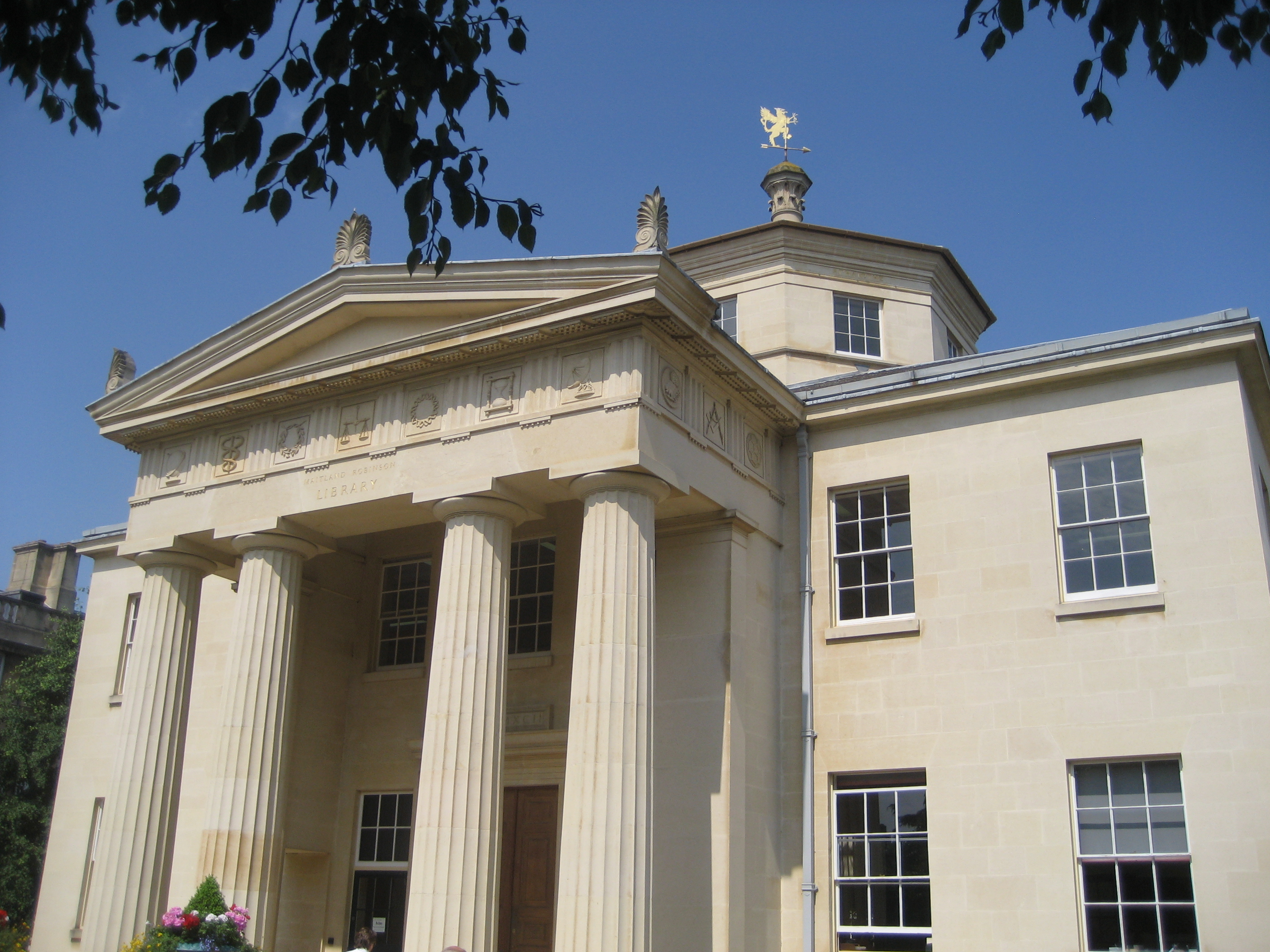
Bibliothek

Die Bibliothek beherbergt neben der, so wird vermutet, größten Zahl an juridischen Büchern irgendeines Colleges in Cambridge und Oxford ebenfalls eine bedeutende Sammlung an Pamphleten und anderen Schriftstücken in Zusammenhang mit dem Sezessionskrieg. Des Weiteren ist sie im Besitz einer sehr großen Zahl an Aufzeichnungen aus über 800 Jahren Universitätsgeschichte und einer Kollektion an Werken maritimer Geschichte, welche dem College von Admiral Sir Herbert Richmond, Master zwischen 1936 und 1946, hinterlassen wurde.

## Kapelle

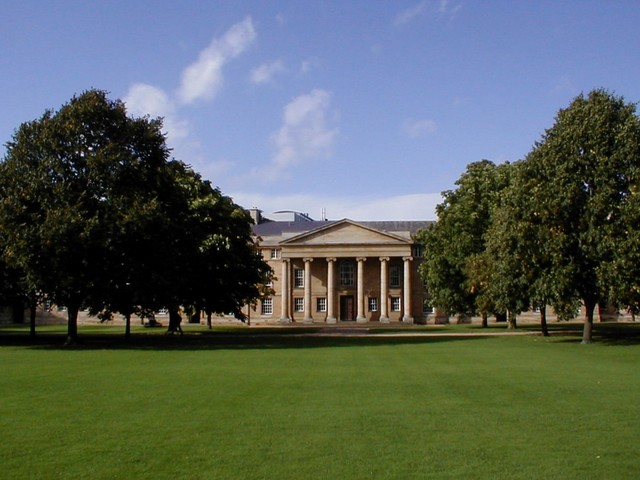
Die Kapelle

Der Chor der Kapelle ist international renommiert und ist in den letzten Jahren auf mehrere Tourneen gegangen, unter anderem in Ungarn, den USA, Kanada, China und Litauen.

## Masters of Downing
- Francis Annesley, 22. Sept. 1800, erster Master des Colleges[12]
- William Frere, 8. Mai 1812.
- Thomas Worsley (23. Juni 1836 bis 1. März 1885)
- William Lloyd Birkbeck (1. März 1885 bis 16. Juni 1888)
- Alex Hill (16. Juni 1888 – 24. Okt. 1907)
- Frederick Howard Marsh (24. Okt. 1907 – 2. Aug. 1915)
- Sir Albert Charles Seward (2. Aug. 1915 – 1. Nov. 1936)
- Admiral Sir Herbert William Richmond (1. Nov. 1936 – 22. Mai 1947)
- Sir Lionel Ernest Howard Whitby (22. Mai 1947 – 28. Apr. 1957)
- William Keith Chambers Guthrie (28. Apr. 1957–1972)
- Sir Morien Bedford Morgan (1972–1978)
- John Butterfield, Baron Butterfield (1978–1987)
- Peter Mathias (1987–1995)
- Sir David King (1995–2000)
- Stephen Fleet (2001–2003)
- Barry Everitt (2003–2013)
- Geoffrey Grimmett (2013–2018)
- Alan Bookbinder (seit 2018)

## Alumni
- Michael Apted, Regisseur
- Michael Atherton, Cricketspieler

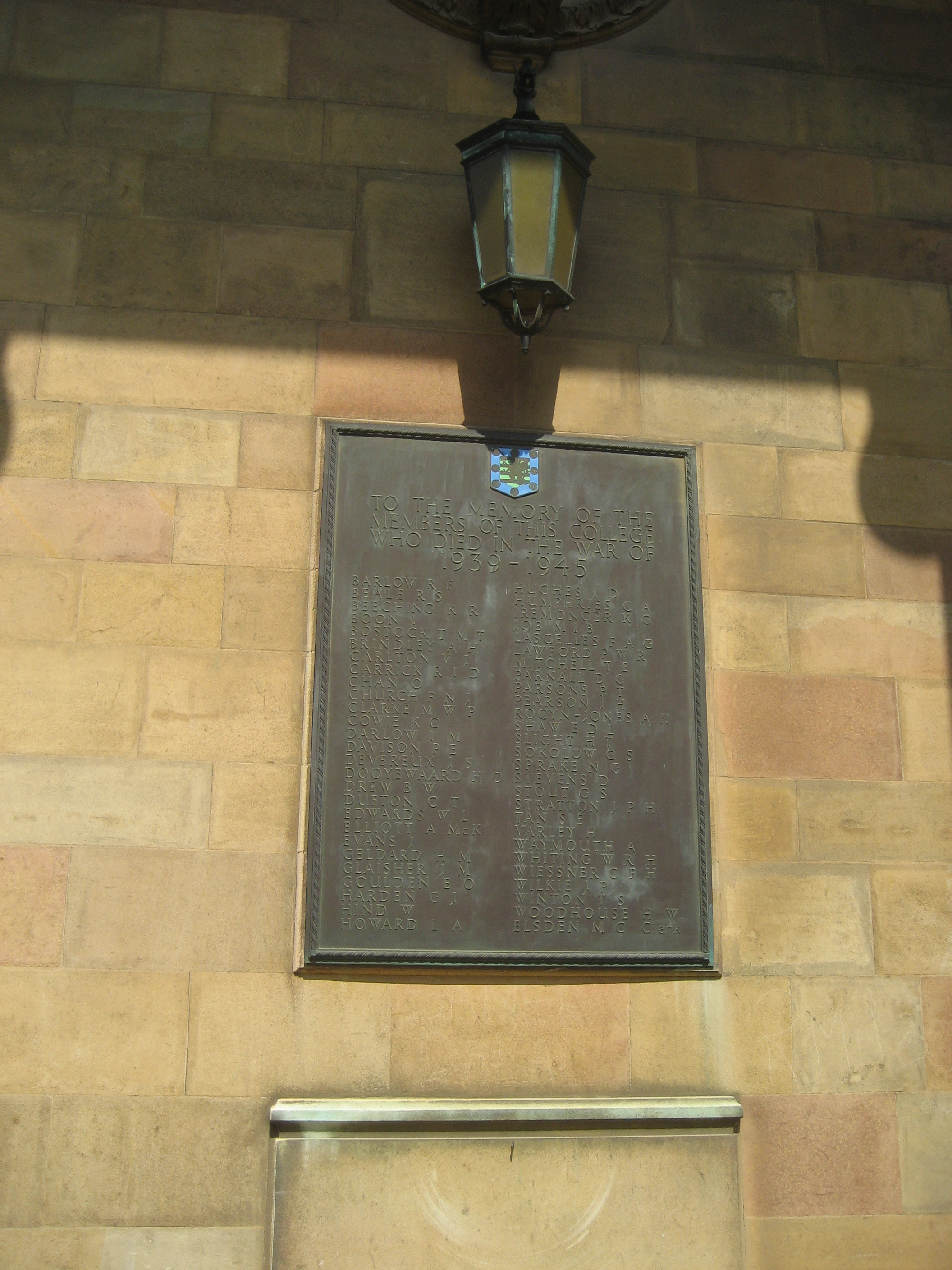
Gedenktafel 1939–1945

- Martin Baker, Organist, Komponist und Dirigent
- Richard Baker, ehemaliger CEO von Alliance Boots
- Michael Baxandall, Kunsthistoriker
- George Blake, Geheimagent
- Quentin Blake, Cartoonist, Illustrator und Kinderbuchautor
- John Cleese, Schauspieler
- Lawrence Collins, Baron Collins of Mapesbury, Richter am Obersten Gerichtshof des Vereinigten Königreichs
- Dharshini David, Journalistin
- Terrance Dicks, Schriftsteller
- Bernard Fagg, Archäologe
- Nicholas Fairfax, 14. Lord Fairfax of Cameron, Anwalt
- Nick Griffin, Politiker
- Richard Gregory, Psychologe und Neurowissenschaftler
- Andy Hamilton, Komiker, Drehbuchautor und Regisseur
- Jan Hruska, Gründer von Sophos
- Howard Jacobson, Schriftsteller und Journalist
- John Jeffreys, Mathematiker und Kryptoanalytiker
- Martin Kemp, Kunsthistoriker
- Ray Lankester, Zoologe
- Ed Mayo, Volkswirtschaftler
- Karl Miller, Literaturkritiker
- Thandie Newton, Schauspielerin
- Trevor Nunn, Regisseur
- Tim Parks, Schriftsteller und Übersetzer
- John Pendry, Physiker
- Robert Thorogood, Drehbuchautor
- John Arthur Todd, Mathematiker
- Annabel Vernon, Ruderin
- Jim Wallace, Politiker
- Michael Winner, Regisseur und Produzent